# Сухоежино
Сухоежино — деревня в Вашкинском районе Вологодской области.
Входит в состав Роксомского сельского поселения, с точки зрения административно-территориального деления — в Роксомский сельсовет.
Расстояние по автодороге до районного центра Липина Бора — 28 км, до центра муниципального образования деревни Парфеново — 2 км. Ближайшие населённые пункты — Васютино, Ильинское, Мыс, Мянда, Никольская, Парфеново, Семяновская, Софроново, Тимино, Якунино.
По переписи 2002 года население — 8 человек.